# Oxycera rara
Oxycera rara är en tvåvingeart som först beskrevs av Giovanni Antonio Scopoli 1763.  Oxycera rara ingår i släktet Oxycera och familjen vapenflugor. Inga underarter finns listade i Catalogue of Life.

## Bildgalleri

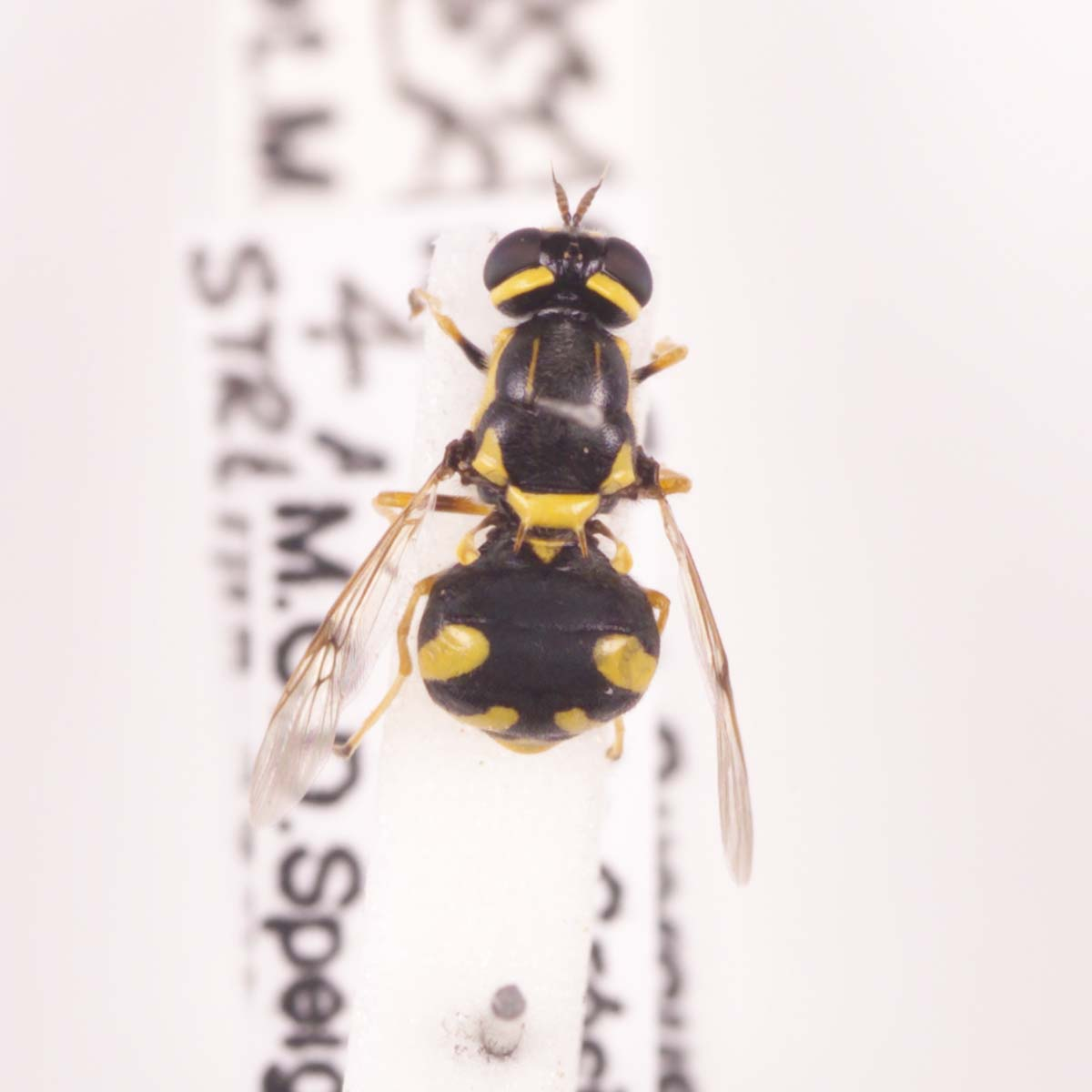